# Megacyllene boryi
Megacyllene boryi là một loài bọ cánh cứng trong họ Cerambycidae.